# Pjevčić
Pjevčić (lat. Tripterygion), rod grgečki iz porodice Tripterygiidae. Postoje četiri priznate vrste manjih morskih riba od kojih neke žive i u Jadranu.

## Vrste
1. Tripterygion delaisi Cadenat & Blache, 1970 Pjevčić peteroprugi, Pjevčić žuti
2. Tripterygion melanurum Guichenot, 1850 Pjevčić oštronosić sićušni
3. Tripterygion tartessicum Carreras-Carbonell, Pascual & Macpherson, 2007
4. Tripterygion tripteronotum (Risso, 1810) Pjevčić oštronosić